# Acidocroton trichophyllus
Acidocroton trichophyllus är en törelväxtart som beskrevs av Ignatz Urban. Acidocroton trichophyllus ingår i släktet Acidocroton och familjen törelväxter.
Artens utbredningsområde är Kuba.

## Underarter
Arten delas in i följande underarter:
- A. t. pilosulus
- A. t. trichophyllus